# NGC 2077
NGC 2077 је емисиона маглина у сазвежђу Златна риба која се налази на NGC листи објеката дубоког неба.
Деклинација објекта је - 69° 39' 26" а ректасцензија 5h 39m 36,0s. Привидна величина (магнитуда) објекта NGC 2077 износи 13,0. NGC 2077 је још познат и под ознакама ESO 57-EN9.